# Soba (Alwa)

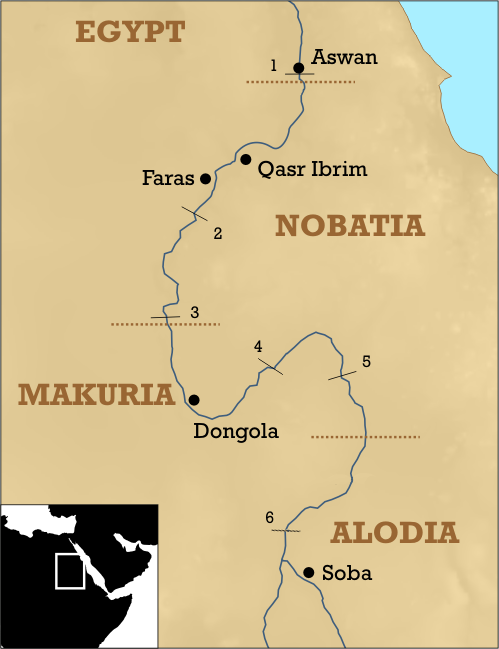
Lage von Soba in Nubien (unten rechts)

Soba  wird die Hauptstadt des letzten christlichen mittelalterlichen Reiches Alwa (Alodia) in Nubien genannt. Die Stadt lag am Ostufer des Blauen Nil etwa 22 Kilometer flussaufwärts von dessen Zusammenfluss mit dem Weißen Nil bei Khartum in der Nähe des heutigen Dorfes Soba Sharq (arabisch sharq: „Osten“), daher auch englisch: Soba East.

## Der Beginn
An diesem Ort gibt es fast keine archäologisch relevanten Funde aus meroitischer Zeit und auch kaum Spuren aus der Zeit nach dem 15. Jahrhundert. Einzig einige Spolien, wie ein 1,5 Meter langer Schafbock, mit dem der altägyptische Gott Amun dargestellt wurde und der wegen einer teilweise erhaltenen Königskartusche an seiner Basis aus dem 2. Jahrhundert n. Chr. stammen könnte, wurden 1821 in Grundmauern eingebaut gefunden. Der Fund eines Reliefs der kuschitischen Göttin Hathor und einer Sphinx im Hügel B stützen Welsby zufolge die These für einen meroitischen Ursprung. Die gemachten Ausgrabungsfunde verteilen sich auf ein Gebiet von ca. 2,75 km².
Die ältesten Gebäudereste stammen aus der Zeit nach dem Untergang des meroitischen Reiches und vor der Konversion des Staates zum Christentum. Aus dieser Zeit konnte eine Steinpyramide ausgegraben werden. Es handelt sich anscheinend um ein Grabmonument, dessen Grabkammer jedoch nicht gefunden werden konnte.

## Die christliche Zeit

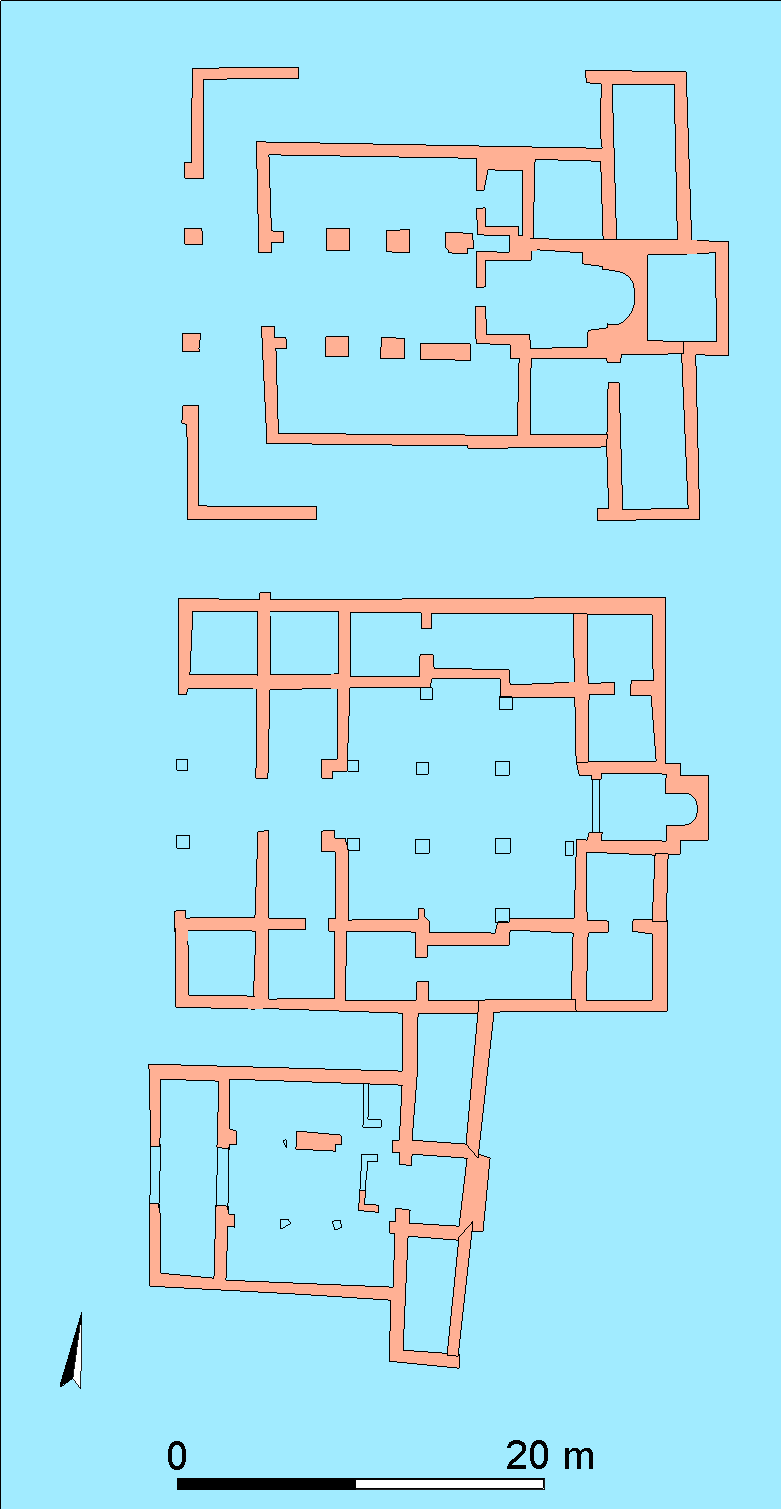
Kirchenkomplex in Soba. Von oben nach unten: Kirche A, B, und C. Alle drei waren mehrschiffige Basiliken mit Narthex im Westen und der Apsis im Osten

Um 580 wurde die Stadt und der Staat zum Christentum bekehrt. Aus dieser Zeit stammt wohl die älteste Kirche (Kirche auf Hügel C), die als einzige mit Granitsäulen ausgestattet war. Die Wohnbebauung bestand zu dieser Zeit hauptsächlich aus runden Holzhütten. Diese wurden später durch rechteckige aus Lehm ersetzt. Das erste Auftreten der Sobaware ist für diese Zeit charakteristisch.
Nördlich angrenzend an Kirche C befinden sich die Ziegelmauerreste der beiden miteinander verbundenen Kirchen A und B, die von ihrer Größe mit den größten Kirchenbauten in Old Dongola und Faras verglichen werden können. Bei Kirche A lassen sich drei Bauphasen unterscheiden. Von der ältesten Kirche ist nur noch die tonnenförmige Krypta erhalten. Aus der Phase zwei stammen die Grundmauern einer fünfschiffigen Basilika mit einem großen Portal im Westen und Eingängen an beiden Seiten. In Phase drei wurden diese Seiteneingänge zugemauert und einige Zwischenwände verändert. Im Bereich des Altarraumes wurde ein Teil des Fußbodens aus unregelmäßigen Marmorplatten freigelegt. Kirche B wurde so stark geplündert, dass an den Grundmauern nicht mehr erkennbar ist, ob es sich ebenfalls um eine fünfschiffige oder um eine dreischiffige Basilika mit seitlichen Anbauten handelte. Zwischen Kirchenschiff (Naos) und Altarraum (Haikal) befand sich, wie bei orthodoxen Kirchen üblich, eine Trennwand (Higab, siehe: Ikonostase), anfangs gemauert und, wie an den Pfostenlöchern im Marmorboden erkennbar, später aus Holz. Der Boden im Naos bestand aus Reihen von dreieckigen Tonplatten, die im Wechsel von rechteckigen Plattenreihen abgegrenzt waren.
Die Stadt lag am Ausgang des unbedeutenden Wadi Soba; ein topographischer Vorteil, der für die Gründung einer Hauptstadt an dieser Stelle sprach, scheint dadurch nicht gegeben, zumal augenscheinlich zu keiner Zeit Befestigungsanlagen vorhanden waren. Über das Stadtgebiet verteilt liegen etwa 100 flache, bis zwei Meter hohe Erdhügel, die heute von einigen Wasserläufen getrennt werden, die der Bewässerung der umliegenden Felder dienen. Von der Stadt ist abgesehen von den mit Buschwerk und teilweise Ziegelscherben bedeckten Hügeln, einigen Grundmauern und ein paar aufgerichteten Steinsäulen wenig übriggeblieben. Einige der Hügel sind teilweise natürliche Erhebungen und wurden vermutlich zum Schutz vor periodischen Überflutungen bebaut. An einigen Stellen scheinen auch in den Ebenen zwischen den Hügeln  einfache Hütten gestanden zu haben.
Es lassen sich zwei Arten von Siedlungshügeln unterscheiden. Aus mit Kies bedeckten Hügeln kamen bei Grabungen Bauten aus ungebrannten Ziegeln zutage. 17 bis 29 der Hügel sind mit Ziegelschutt überdeckt und enthalten Gebäudereste aus gebrannten Ziegeln, wobei diese deutlich schlechter erhalten sind, da sie häufiges Ziel von Steinräubern waren. Bei Grabungen in den Wintermonaten von 1950–1952 und 1981–1983 wurden mehrere Kirchen über das Stadtgebiet verteilt ergraben. In einem der Hügel fanden sich die Reste von drei Kirchen, zwei andere Hügel enthielten die Reste von jeweils zwei Kirchen. Im Zentrum der Stadt lagen zwei große Kirchen, eine kleine Kirche und ein großes Wohngebäude, bei dem es sich vielleicht um einen königlichen oder bischöflichen Palast handelt.
Die Funde der Ausgrabungen bezeugen den Wohlstand der Stadt. Es fanden sich importierte Gläser, islamische Keramik und Scherben von chinesischem Porzellan aus dem 9. bis 12. Jahrhundert, die Anhaltspunkte zur Datierung der Hügelschichten bieten. Zwischen den Lehmgrundmauern im Fußboden von Gebäude D wurde der Grabstein des Alwa-Herrschers David von 1015 entdeckt.
Zur Feldbewässerung wurden die aus dem Norden bekannten Schöpfräder Sakia eingesetzt, in der Umgebung angelegte Felder wurden von Reisenden geschildert. Im Allgemeinen ist es aber schwer, sich eine Vorstellung von der Struktur der Stadt zu machen, da sie erst wenig erforscht ist.

## Zeitgenössische Beschreibungen
Die Stadt machte einen besonderen Eindruck auf die wenigen arabischen Reisenden, die hierher kamen. Ibn Selim beschreibt, dass sie schöne Gebäude und große Klöster habe, sowie Kirchen, die reich mit Gold und Gärten ausgestattet seien. Es solle sogar einen Vorort gegeben haben, in dem Muslime lebten. Ebenfalls im 10. Jahrhundert wird Soba von al-Masudi als "mächtige Stadt" erwähnt.

## Das Ende

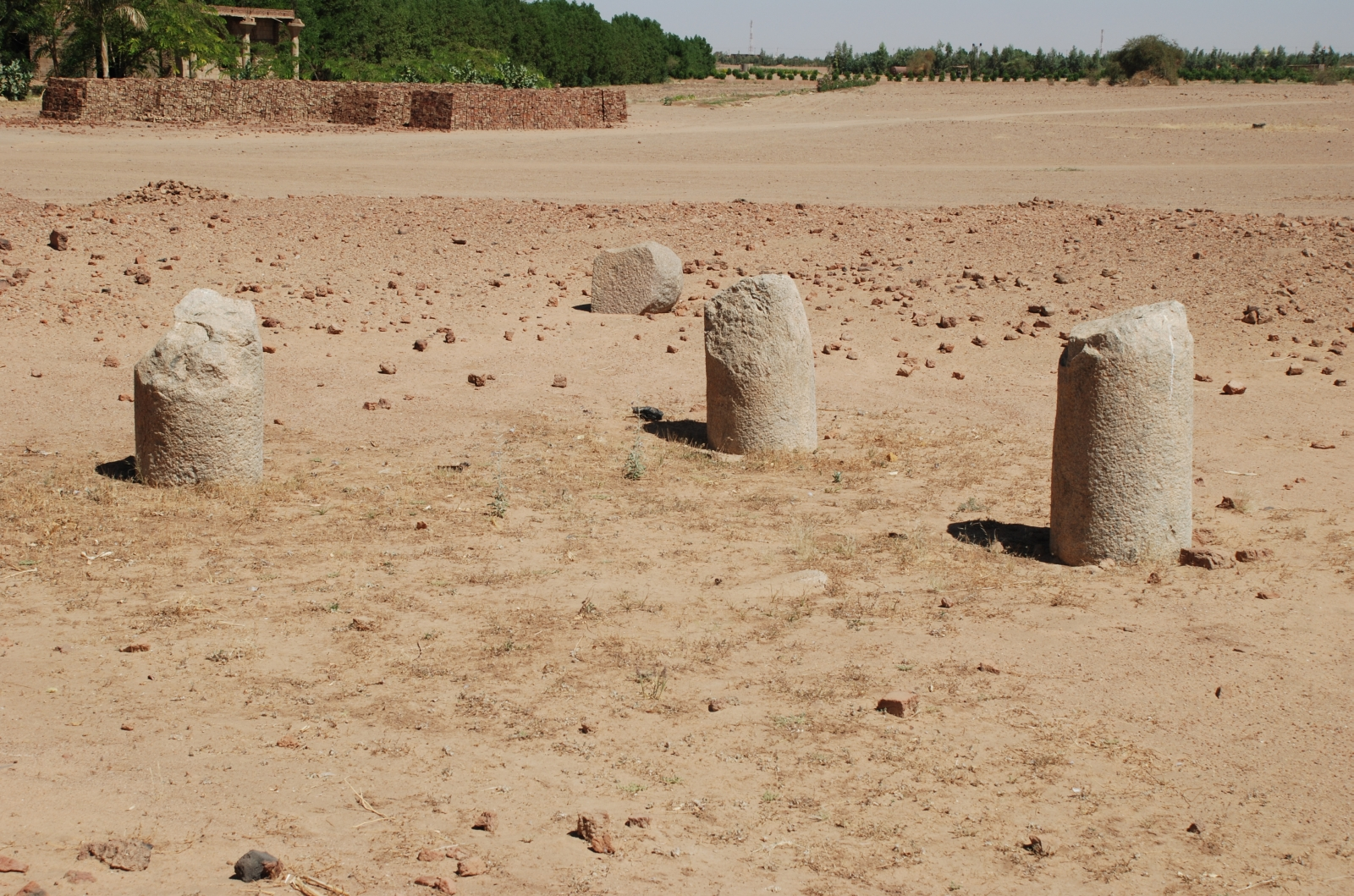
An den insgesamt sechs Resten von Granitsäulen ist die Lage der Kirche auf Hügel C erkennbar.

Im dreizehnten Jahrhundert gibt es Anzeichen für einen Verfall der Stadt. Einige der großen Kirchen wurden als Häuser benutzt. Zwei der Kirchen, die 1982 und 1986 ausgegraben wurden, lagen vermutlich bereits Anfang des 13. Jahrhunderts in Ruinen. Einige reiche Grabanlagen wurden zu dieser Zeit geplündert. 1504 soll die Stadt der Funjchronik zufolge von diesen erobert worden sein. Bereits zuvor wurde die Stadt durch arabische Völker aus der östlichen Wüste und Funj immer wieder bedroht. Die archäologischen Belege deuten an, dass die Stadt um 1500 schon größtenteils in Ruinen lag. Der von Sennar auf dem Weg nach Norden durch Soba reisende David Reubeni fand 1523 nur noch wenige Einwohner, die in Holzhütten lebten. Im 17. Jahrhundert dürfte es immerhin noch ein kleinerer Ort gewesen sein.

## Erforschung

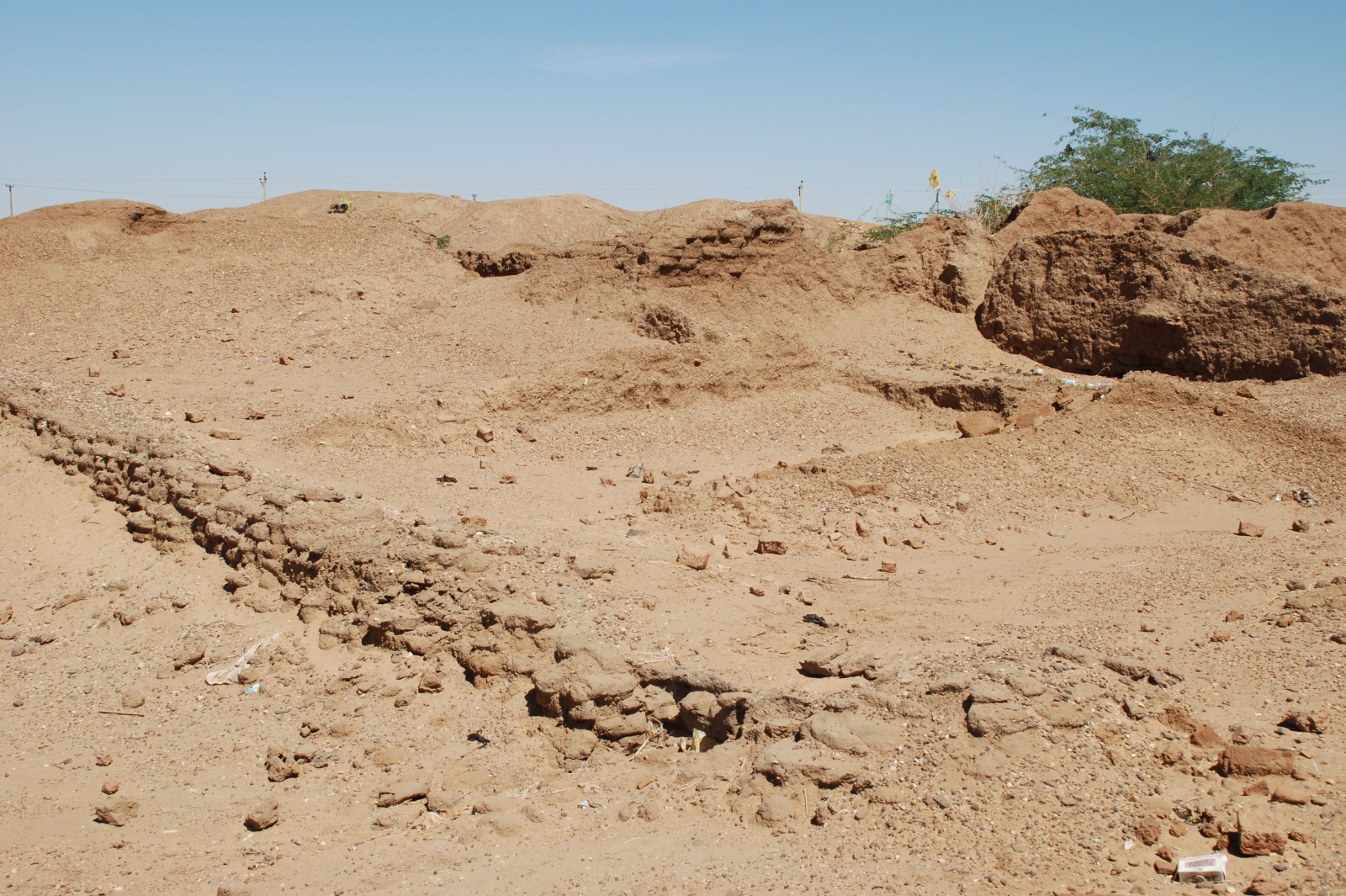
Reste von Lehmziegelmauern. Die etwa zwei Meter hohen Schutthaufen im Hintergrund sind Abraummaterial der Grabungen.

Die Stadt wurde 1821 in der Neuzeit zuerst von dem Franzosen Frederick Caillaud beschrieben. Karl Richard Lepsius sah 1844 einen beidseitig in Altnubisch beschrifteten Grabstein, der auf das Jahr 897 datiert war, Bronzegefäße mit ähnlichen Buchstaben und einige klassische Venus-Statuetten. Für das ganze 19. Jahrhundert gibt es Berichte, dass der Ort als Steinbruch für Khartum diente. Erste Ausgrabungen fanden 1903 im Auftrag des Britischen Museums durch Wallis Budge statt, der Soba vor allem aufgrund des gefundenen Schafbocks für ursprünglich meroitisch hielt. Es ist unklar, ob diese Tierfigur einem meroitischen Tempel an dieser Stelle entstammt, oder erst später hierher gebracht wurde. Wegen der Entdeckung von koptischen Kreuzen an Steinsäulen und von einigen Bronzekreuzen beschrieb Budge seine Ausgrabungen als Reste eines meroitischen Tempels, der in eine Kirche umgewandelt worden war. Diese Einschätzung wurde von Francis Llewellyn Griffith übernommen. 1910 grub hier Somers Clarke, weitere Untersuchungen gab es 1950 bis 1952 durch Peter Shinnie, der an der Kirche und drei weiteren Hügeln Versuchsgrabungen unternahm. Hügelschnitte und Ausgrabungen fanden 1981 bis 1992 unter der Leitung von Derek A. Welsby (British Museum, London) statt.
Nach der Freilegung und Dokumentation durch Welsby blieb das Ruinenfeld, das am Rand bewässerter Felder gelegen ist, sich selbst überlassen. Das Ausgrabungsgelände ist mit Topfscherben übersät und liegt erkennbar im Bereich zwischen 300 Meter und einem Kilometer vom Nil entfernt. Funde wurden in einem Gebiet von 2500 Meter in Nord-Süd-Richtung und 1500 Meter Ost-West gemacht. Entlang des Nilufers werden noch dieselben Ziegel gebrannt, wie sie zum Bau von Soba verwendet wurden.